# Cavignac
Cavignac é uma comuna francesa na região administrativa da Nova Aquitânia, no departamento da Gironda. Estende-se por uma área de 6,64 km². Em 2010 a comuna tinha 2 163 habitantes (densidade: 325,8 hab./km²).